# Omni (Księga Mormona)

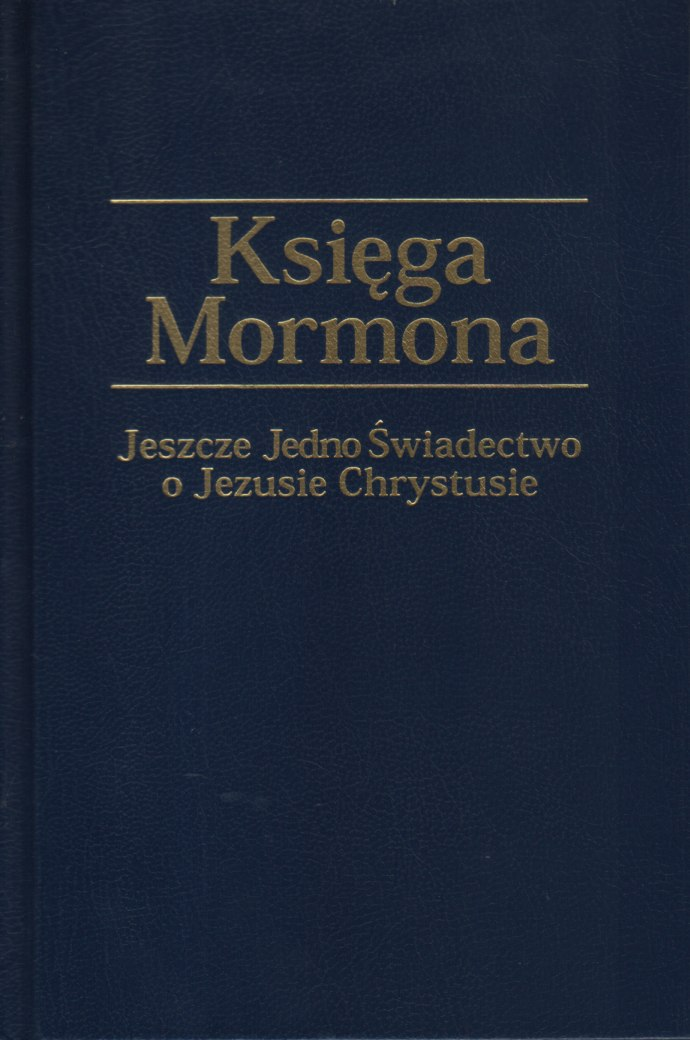
Księga Mormona, jedno z mormońskich pism świętych i jednocześnie źródło przekazu o Omnim

Omni (deseret 𐐉𐐣𐐤𐐌) – w wierzeniach ruchu świętych w dniach ostatnich (mormonów) neficki historyk i skryba. Potomek Jakuba, brata Nefiego, syn Jaroma. Odpowiedzialny za sporządzanie przekazywanych pośród Nefitów zapisów, pozostawił po sobie jedynie bardzo lakoniczny materiał. Uczestniczył w szeregu walk z Lamanitami. Jego życie oraz prawość są obiektem spekulacji mormońskich teologów. Wykorzystywany jest też przez apologetów tej tradycji religijnej. Imię Omni występuje wśród wyznających mormonizm Maorysów, jak również wśród świętych w dniach ostatnich zamieszkujących Stany Zjednoczone.

## Wymowa imienia
Wymowa tego imienia wzbudzała pewne zainteresowanie mormońskich badaczy. Została ona ujęta w przewodniku po wymowie, dołączanym do każdego egzemplarza anglojęzycznej wersji Księgi Mormona od 1981. Źródła wskazują niemniej na znaczną różnicę między wymową preferowaną i powszechną współcześnie a tą z wczesnego okresu kolonizacji terytorium Utah, jeżeli chodzi o wiele nazw i imion z Księgi Mormona. Nie ma takiej różnicy wszelako w przypadku Omniego. Pierwotna wymowa, zwłaszcza ta stosowana przez Josepha Smitha, ma pewne znaczenie w badaniach nazw własnych występujących w Księdze Mormona, choć, na gruncie mormońskiej teologii, nie jest w nich czynnikiem decydującym. Do ustalenia wymowy używanej przez Smitha wykorzystuje się między innymi wydanie Księgi Mormona w alfabecie deseret z 1869.
Istnieją jednocześnie relacje ludzi posługujących w procesie nazywanym przez świętych w dniach ostatnich tłumaczeniem Księgi Mormona, które rzucają światło na to, jak Smith pierwotnie radził sobie z nieznanymi słowami. Hugh Nibley, powołując się na relacje skrybów Smitha, stwierdził, że nigdy nie wymawiał on takich słów, zawsze poprzestając na ich przeliterowaniu. Ściśle na gruncie mormońskiej teologii nie próbuje się dociekać pierwotnej wymowy tegoż słowa, podobnie jak nie prowadzi się takowych rozważań wobec słów i nazw nefickich jako takich.
Również na gruncie mormońskiej teologii zauważa się inherentną problematyczność wymowy nazw i imion przynależnych do tej mormońskiej świętej księgi. Ma to wynikać z tego, że żadne z nich nie zostało przekazane Josephowi Smithowi ustnie, z wyjątkiem może imienia Moroniego, który wszak przedstawił się Smithowi w wizji. Z doktrynalnego punktu widzenia sposób, w jaki bohaterowie Księgi Mormona wypowiadali te słowa, pozostał nieznany pierwszemu mormońskiemu przywódcy.

## Umiejscowienie w tekście Księgi Mormona
W ściśle teologicznym sensie relacja o Omnim, jak również sama księga nosząca jego imię zawarte są w partii materiału określanej mianem mniejszych płyt Nefiego. Na kartach oficjalnych edycji Księgi Mormona, w tym tej obowiązującej od 1981, skryba ten i historyk wspominany jest w piętnastym wersie Księgi Jaroma, jak również w pierwszych kilku wersach następującej po niej Księgi Omniego. Współcześnie używany system podziału na rozdziały i wersy sięga 1879. W jej pierwszym wydaniu bowiem, opublikowanym w 1830, wzmianki o Omnim były częścią rozdziału pierwszego Księgi Jaroma oraz rozdziału pierwszego Księgi Omniego. Ocenia się, że mówiący o Omnim materiał został spisany 27 i 28 czerwca 1829.

## Rola w tekście Księgi Mormona
Z dostępnego przekazu można wyłuskać stosunkowo niewiele danych na temat Omniego. Wiadomo, że pochodził z rodu Lehiego, jako potomek Jakuba, brata Nefiego. Był synem Jaroma, od którego też przejął odpowiedzialność za sporządzanie zapisów przekazywanych z pokolenia na pokolenie pośród Nefitów. Jego dziadkiem był Enos. Poza pochodzeniem Omniego dostępne są także szczątkowe informacje na temat jego dzieci. Jego synami byli Amaron oraz Chemisz. Spekulowano, że ten ostatni mógł być młodszym synem, choć nie ma ku temu jakiś szczególnie silnych przesłanek. Pozycja społeczna Omniego, w przeciwieństwie do jego przodków, nie jest do końca jasna. Możliwe jednak, że pełnił funkcje dowódcze w nefickich armiach, co wyjaśniałoby również dlaczego należał do ludzi piśmiennych.
Alvin Knisley ze Zreorganizowanego Kościoła Jezusa Chrystusa Świętych w Dniach Ostatnich w swoim Dictionary of the Book of Mormon z 1909 uznał, że Omni bez wątpienia spędził większość życia w ziemi nefickiej.
Starszy George Reynolds w swojej The Story of the Book of Mormon. z 1888 uznał, że pieczę nad nefickimi zapisami Omni otrzymał krótko przed śmiercią ojca. Przekazany za jego pośrednictwem fragment jest stosunkowo niewielki. Nie zawiera ani nowego materiału doktrynalnego, ani nowych objawień czy proroctw. Komentatorzy wskazywali, że mogło to wskazywać na upadek moralny współczesnych Omniemu Nefitów, jak również na szerzące się wówczas odstępstwo. Uczestniczył w szeregu walk z Lamanitami. Często komentowane wyznanie własnej niegodziwości poczynione przez tego skrybę mogło być powiązane z niemożnością pełnego przestrzegania przez niego prawa mojżeszowego. Niektórzy komentatorzy zauważali, że życie wojownika utrudniało mu rozwój duchowy. To też mogło być źródłem doświadczanego przez niego poczucia winy. Dodawano jednakże, że na kartach Księgi Mormona kariera wojskowa nie stanowi z reguły przeszkody dla bogatego życia religijnego. Przywoływano tu postacie takie jak Moroni, Lehi, Helaman czy Teankum. Przez Mormona, zgodnie z wierzeniami świętych w dniach ostatnich głównego redaktora tekstu źródłowego Księgi Mormona, Omni został uznany za proroka.

## W wewnętrznej chronologii Księgi Mormona
Życie Omniego wedle badaczy Księgi Mormona przypada na okres o bardzo niepewnej i niejasnej oraz trudnej do ustalenia chronologii. Jednakże pojawiały się spekulatywne propozycje odnośnie do ram czasowych jego egzystencji, choćby 397–317 p.n.e. Czyniono również bardziej konkretne spekulacje związane z chronologią życia tej postaci. Zakładano na przykład, jakoby pieczę nad płytami otrzymać miał około dwudziestego czwartego roku życia i zachować je aż do sześćdziesiątego ósmego roku życia.

## W mormońskiej teologii oraz w badaniach nad Księgą Mormona
Istnienie Omniego nie znalazło potwierdzenia w źródłach zewnętrznych. Językoznawcy związani z Kościołem Jezusa Chrystusa Świętych w Dniach Ostatnich rozważali etymologię imienia tego nefickiego historyka i skryby, wywodząc ją z języka hebrajskiego.
Lakoniczność zapisu pozostawionego przez Omniego oraz innych skrybów tworzących Księgę Omniego wywoływała wśród mormońskich teologów dyskusje na temat ich prawości. Okres, w którym Omni miał działać, określany bywa mianem wieków ciemnych. Wskazywano również wszelako w innych teologicznych analizach, że proroczy status Omniego nie powinien był kwestionowany. W zwięzłości zapisków przypisywanych Omniemu dopatrywano się szczerości oraz pokory, jak również szacunku do świętych zapisków, nad którymi miał sprawować pieczę.
Analizowano również miejsce skreślonych przez Omniego wersów w wewnętrznej strukturze mormońskiej świętej księgi. Zauważono, że językiem, frazeologią i budową zdań zdradzają one zależność od wcześniejszych skrybów korzystających z mniejszych płyt Nefiego. Jego wyznanie własnej nieprawości z wersu drugiego zestawiano z pierwszymi wersami tak 1. Księgi Nefiego, jak i Księgi Enosa.
Przyglądano się też stylowi pozostawionego przez Omniego tekstu. Monte Nyman zauważył, iż różni się on od stylu pozostałych wersetów Księgi Omniego. Uznał, że jest to jeden z dowodów na autentyczność Księgi Mormona. Jakkolwiek imitacja stylistyczna tego typu w obrębie niewielkiego tekstu, jakim jest Księga Omniego, jest możliwa, Nyman uznał ją za mało prawdopodobną, zwłaszcza z uwagi na ograniczoną wiedzę i kompetencje Josepha Smitha bezpośrednio przed opublikowaniem tej mormońskiej świętej księgi.

## W mormońskiej kulturze i historii
Imię Omni (w zapisie Omoni) występuje wśród wyznających mormonizm Maorysów. Pojawia się też okazjonalnie pośród współczesnych świętych w dniach ostatnich zamieszkujących Stany Zjednoczone. Dane amerykańskiej Social Security Administration (SSA) z okresu od 1960 do 2014 roku dotyczące częstości występowania imion w kraju wspominają imię Omni pod koniec pierwszej dekady XXI wieku. Imię to przewija się też w prowadzonym przez Kościół rejestrze wczesnych misjonarzy, obejmującym lata 1830–1940.